# 大田区立馬込第三小学校
大田区立馬込第三小学校（おおたくりつ まごめだいさんしょうがっこう）は、東京都大田区北馬込に所在する区立小学校。

## 概要
1940年に、東京府東京市馬込第三尋常小学校として開校。1947年に、東京都大田区立馬込第三小学校に校名変更。2019年に開校80周年を迎えた。

## 校舎
北校舎・南校舎の２つからできている。

## 学校周辺
- 大田区立貝塚中学校